# Вільям
Ві́льям (англ. William) — розповсюджене англійське ім'я. Зменшені форми: Білл (англ. Bill), Біллі (англ. Billy), Віллі (англ. Willie, Willy), Вілл (англ. Will). Серед ірландців розповсюджена скорочена форма Ліам, серед шотландців — Вулл та Вуллі. Жіночі форми імені: Віллі, Віллеміна, Вілламет, Вільма (Вілма), Вільгельміна.
Ім'я Вільям має давньогерманське походження, походить від імені Вільгельм (нім. Wilhelm, норв. Wilhjalmr зі значенням wil — воля, доля та helm — шолом, захист).
В Англію ім'я проникло разом із норманським завоюванням у XI столітті; це ім'я носив перший норманський король Англії Вільгельм Завойовник.
Сучасне ім'я Вільям — одне з найпопулярніших в англомовних країнах. За переписом 1990 року, в США ім'я Вільям — на п'ятому місці розповсюдженості (2,45 % або 3 мільйони людей), одне з утворених від імені прізвищ — Вільямс — носять 0,69 % населення США.